# Geschützter Landschaftsbestandteil Grünland-Hecken-Feldgehölz-Komplex
Der Geschützte Landschaftsbestandteil Grünland-Hecken-Feldgehölz-Komplex mit 5,20 ha Flächengröße liegt nordwestlich von Hallenberg im Hochsauerlandkreis. Das Gebiet wurde 2004 bei der Aufstellung des Landschaftsplans Hallenberg durch den Kreistag des Hochsauerlandkreises als Geschützter Landschaftsbestandteil (LB) ausgewiesen.

## Gebietsbeschreibung
Der Landschaftsplan führt zum LB aus: „Der Hang am Dreisbachtal ist durch Terrassenkanten, Gehölzreihen, Gehölzgruppen und Gebüsch und Reste von Beweidungvielfältig strukturiert; einige Stieleichen haben Stammdurchmesser von 50 bis 60 cm. Der felsige Hang parallel zur L 717 ist mit einem durchgewachsenen Eichen-Niederwald und Kiefernaufforstungen bestanden.“

## Verbote und Gebote
Wie bei allen geschützten Landschaftsbestandteilen besteht nach § 29 Abs. 2 BNatschG das Verbot, dieses zu beschädigen, auszureißen, auszugraben oder Teile davon abzutrennen oder auf andere Weise in seinem Wachstum oder Erscheinungsbild zu beeinträchtigen. Eine ordnungsgemäße Pflege ist vom Verbot ausgenommen. Es ist auch verboten Stoffe oder Gegenstände im Bereich des Geschützten Landschaftsbestandteils anzubringen, zu lagern, abzulagern, einzuleiten oder sich ihrer in anderer Weise zu entledigen, die das Erscheinungsbild oder den Bestand des Geschützten Landschaftsbestandteils gefährden oder beeinträchtigen können. Dies gilt auch für organische oder mineralische Düngemittel und Futtermittel. Sofern Gehölze zerstört bzw. beschädigt werden, kann die Untere Naturschutzbehörde eine Ersatzpflanzung oder ein Ersatzgeld festsetzten.